# Somewhere on Tour
Somewhere On Tour è stato un tour della band heavy metal Iron Maiden, in presentazione del loro album Somewhere in Time, uscito nel 1986.

## Notizie generali
Il tour prese parte tra il 1986 ed il 1987: sebbene non fosse impegnativo né lungo come il World Slavery Tour, esso toccò varie parti del mondo e mostrò una scenografia abbastanza complessa, basata sulla copertina futuristica dell'album Somewhere in Time.
Nelle varie esibizioni, i Maiden fecero uso per la prima volta di sintetizzatori, e le tastiere furono suonate da Michael Kenney, alla sua prima apparizione sul palcoscenico. I gruppi di supporto per questo tour furono i Killer Dwarfs, Yngwie Malmsteen, Waysted, W.A.S.P., Vinnie Vincent Invasion e Paul Samson con gli Empire.

## Date e tappe

### Somewhere on Tour Europe (Settembre 1986)
| Data       | Città     | Luogo                |
| ---------- | --------- | -------------------- |
| 05/09/1986 | Mosca     | Rossya Hall          |
| 10/09/1986 | Belgrado  | Pionir Hall          |
| 11/09/1986 | Zagabria  | Dom Sportova         |
| 12/09/1986 | Lubiana   | Dvorana Tivoli       |
| 14/09/1986 | Vienna    | Donauinsel           |
| 15/09/1986 | Graz      | Eisstadion Liebenau  |
| 17/09/1986 | Budapest  | MTK Football Stadium |
| 19/09/1986 | Katowice  | Zabrze Makoszowy     |
| 20/09/1986 | Breslavia | Hala Ludowa          |
| 21/09/1986 | Poznań    | Hala Arena           |
| 23/09/1986 | Danzica   | Hala Olivia          |
| 24/09/1986 | Łódź      | Halla Sportowa       |
| 25/09/1986 | Varsavia  | Torwar Hall          |

### Somewhere on Tour UK (Ottobre 1986 - Novembre 1986)
| Data       | Città      | Luogo                        |
| ---------- | ---------- | ---------------------------- |
| 03/10/1986 | Oxford     | Apollo Theatre               |
| 04/10/1986 | St Austell | Cornwall Coliseum            |
| 06/10/1986 | Cardiff    | St David's Hall              |
| 07/10/1986 | Cardiff    | St David's Hall              |
| 08/10/1986 | Bristol    | Colston Hall                 |
| 10/10/1986 | Manchester | Manchester Apollo            |
| 11/10/1986 | Manchester | Manchester Apollo            |
| 12/10/1986 | Liverpool  | Empire Theatre               |
| 14/10/1986 | Leicester  | De Montfort Hall             |
| 15/10/1986 | Sheffield  | Sheffield City Hall          |
| 16/10/1986 | Sheffield  | Sheffield City Hall          |
| 18/10/1986 | Ipswich    | Gaumont Theatre (Cancellata) |
| 20/10/1986 | Nottingham | Royal Concert Hall           |
| 21/10/1986 | Bradford   | St. George's Hall            |
| 22/10/1986 | Hanley     | Victoria Hall                |
| 24/10/1986 | Newcastle  | Newcastle City Hall          |
| 25/10/1986 | Newcastle  | Newcastle City Hall          |
| 27/10/1986 | Edimburgo  | Edinburgh Playhouse          |
| 28/10/1986 | Edimburgo  | Edinburgh Playhouse          |
| 30/10/1986 | Birmingham | Birmingham Odeon             |
| 31/10/1986 | Birmingham | Birmingham Odeon             |
| 01/11/1986 | Birmingham | Birmingham Odeon             |
| 03/11/1986 | Londra     | Hammersmith Odeon            |
| 04/11/1986 | Londra     | Hammersmith Odeon            |
| 05/11/1986 | Londra     | Hammersmith Odeon            |
| 07/11/1986 | Londra     | Hammersmith Odeon            |
| 08/11/1986 | Londra     | Hammersmith Odeon            |
| 09/11/1986 | Londra     | Hammersmith Odeon            |

### Somewhere on Tour Europe (Novembre 1986 - Dicembre 1986)
| Data       | Città                | Luogo                            |
| ---------- | -------------------- | -------------------------------- |
| 12/11/1986 | Helsinki             | Icehall                          |
| 14/11/1986 | Stoccolma            | Isstadion                        |
| 15/11/1986 | Göteborg             | Scandinavium                     |
| 17/11/1986 | Drammen              | Drammenshallen                   |
| 18/11/1986 | Malmö                | Malmö Isstadion                  |
| 20/11/1986 | Francoforte sul Meno | Festhalle                        |
| 21/11/1986 | Böblingen            | Sporthalle                       |
| 22/11/1986 | Hannover             | Eilenriedhalle                   |
| 23/11/1986 | Leida                | Groenoordhal                     |
| 25/11/1986 | Essen                | Grugahalle                       |
| 26/11/1986 | Monaco di Baviera    | Rudi-Sedlmayer-Halle             |
| 28/11/1986 | Bruxelles            | Forest National                  |
| 29/11/1986 | Parigi               | Palais Omnisports de Paris-Bercy |
| 01/12/1986 | Barcellona           | Pavelló Olímpic de Badalona      |
| 02/12/1986 | Madrid               | Real Madrid Pavillion            |
| 03/12/1986 | Madrid               | Real Madrid Pavillion            |
| 05/12/1986 | Lisbona              | Cascais Hall                     |
| 07/12/1986 | Tolosa               | Petit Palais des Sports          |
| 08/12/1986 | Montpellier          | Le Zénith                        |
| 09/12/1986 | Lione                | Palais des Sports                |
| 11/12/1986 | Norimberga           | Hemmerleinhalle                  |
| 12/12/1986 | Ludwigshafen         | Friedrich-Ebert-Halle            |
| 13/12/1986 | Losanna              | Halle des Fêtes                  |
| 15/12/1986 | Torino               | Palaruffini                      |
| 16/12/1986 | Milano               | Palatrussardi                    |
| 17/12/1986 | Firenze              | Palasport                        |
| 18/12/1986 | Napoli               | Teatro Tenda                     |
| 19/12/1986 | Roma                 | Teatro Tenda (Cancellata)        |
| 20/12/1986 | Bologna              | Teatro Tenda (Cancellata)        |
| 21/12/1986 | Padova               | Teatro Tenda (Cancellata)        |

### Somewhere on Tour North America (Gennaio 1987 - Maggio 1987)
| Data       | Città           | Luogo                              |
| ---------- | --------------- | ---------------------------------- |
| 07/01/1987 | Hampton         | Civic Center                       |
| 08/01/1987 | Landover        | Capitol Center                     |
| 09/01/1987 | Pittsburgh      | Mellon Arena                       |
| 11/01/1987 | Troy            | Trojan Arena                       |
| 12/01/1987 | New Haven       | New Haven Coliseum                 |
| 13/01/1987 | Filadelfia      | Spectrum                           |
| 16/01/1987 | Jacksonville    | Jacksonville Memorial Coliseum     |
| 17/01/1987 | Miami           | Miami Arena                        |
| 18/01/1987 | Lakeland        | Lakeland Center                    |
| 20/01/1987 | Atlanta         | Omni Coliseum                      |
| 22/01/1987 | Dallas          | Reunion Arena                      |
| 23/01/1987 | Austin          | Frank Erwin Center                 |
| 24/01/1987 | Beaumont        | Beaumont Civic Center (Cancellata) |
| 26/01/1987 | Lubbock         | City Bank Coliseum                 |
| 27/01/1987 | Norman          | Lloyd Nobel Arena                  |
| 28/01/1987 | Tulsa           | Assembly Civic Center              |
| 30/02/1987 | Houston         | Summit                             |
| 31/02/1987 | San Antonio     | Convention Center                  |
| 01/02/1987 | Corpus Christi  | Corpus Christi Coliseum            |
| 03/02/1987 | Amarillo        | Amarillo Center                    |
| 04/02/1987 | Wichita         | Civic Center                       |
| 06/02/1987 | Denver          | McNichols Sports Arena             |
| 08/02/1987 | Salt Lake City  | Salt Palace                        |
| 10/02/1987 | Tacoma          | Tacoma Dome                        |
| 11/02/1987 | Portland        | Memorial Coliseum                  |
| 13/02/1987 | Sacramento      | ARCO Arena                         |
| 14/02/1987 | San Bernardino  | Orange Pavilion                    |
| 16/02/1987 | Los Angeles     | Long Beach Arena                   |
| 17/02/1987 | Los Angeles     | Long Beach Arena                   |
| 18/02/1987 | Los Angeles     | Long Beach Arena                   |
| 21/02/1987 | Oakland         | Oracle Arena                       |
| 22/02/1987 | Fresno          | Selland Arena                      |
| 24/02/1987 | San Diego       | San Diego Sports Arena             |
| 25/02/1987 | Phoenix         | Arizona Veterans Memorial Coliseum |
| 26/02/1987 | Tucson          | Tucson Convention Center           |
| 27/02/1987 | El Paso         | El Paso County Coliseum            |
| 01/03/1987 | Fort Worth      | Fort Worth Coliseum                |
| 03/03/1987 | Albuquerque     | Tingley Coliseum                   |
| 05/03/1987 | Omaha           | Center_Omaha                       |
| 06/03/1987 | Kansas City     | Municipal Auditorium               |
| 07/03/1987 | Saint Louis     | Kiel Auditorium                    |
| 08/03/1987 | Milwaukee       | MECCA Arena                        |
| 09/03/1987 | Madison         | Dane County Coliseum               |
| 11/03/1987 | Chicago         | Allstate Arena                     |
| 13/03/1987 | Cincinnati      | Cincinnati Gardens                 |
| 14/03/1987 | Cleveland       | Coliseum at Richfield              |
| 15/03/1987 | Battle Creek    | Kellogg's Center                   |
| 17/03/1987 | Saginaw         | Wendler Arena                      |
| 18/03/1987 | Detroit         | Joe Louis Arena                    |
| 19/03/1987 | Indianapolis    | Market Square Arena                |
| 21/03/1987 | Toronto         | Maple Leaf Gardens                 |
| 22/03/1987 | Toronto         | Maple Leaf Gardens                 |
| 24/03/1987 | Montréal        | Montreal Forum                     |
| 25/03/1987 | Québec          | Colisée Pepsi                      |
| 27/03/1987 | Allentown       | Frank Stabler Arena                |
| 28/03/1987 | East Rutherford | Brendan Byrne                      |
| 30/03/1987 | Providence      | Civic Center                       |
| 31/03/1987 | Worcester       | Centrum                            |
| 02/04/1987 | New York        | Madison Square Garden              |
| 04/04/1987 | Charlotte       | Charlotte Coliseum                 |
| 05/04/1987 | Greensboro      | Greensboro Coliseum                |
| 07/04/1987 | Baltimora       | Arena Baltimore                    |
| 09/04/1987 | Dayton          | Hara Arena                         |
| 11/04/1987 | Johnstown       | War Memorial                       |
| 13/04/1987 | Rochester       | War Memorial                       |
| 14/04/1987 | Toledo          | Toledo Sports Arena                |
| 15/04/1987 | Columbus        | Ohio Center                        |
| 17/04/1987 | Minneapolis     | Metro Centre                       |
| 20/04/1987 | Winnipeg        | Winnipeg Arena                     |
| 21/04/1987 | Regina          | Agri Dome                          |
| 22/04/1987 | Edmonton        | Northlands Coliseum                |
| 24/04/1987 | Calgary         | Pengrowth Saddledome               |
| 26/04/1987 | Vancouver       | Pacific Coliseum                   |
| 28/04/1987 | Reno            | Lawlor Events Center               |
| 29/04/1987 | Las Vegas       | Thomas & Mack Center               |
| 30/04/1987 | San Francisco   | Cow Palace                         |
| 01/05/1987 | San Jose        | Spartan Stadium                    |
| 02/05/1987 | Laguna Hills    | Irvine Meadows Amphitheater        |

### Somewhere on Tour Japan (Maggio 1987)
| Data       | Città     | Luogo               |
| ---------- | --------- | ------------------- |
| 11/05/1987 | Nagoya    | Shi Kokaido Hall    |
| 13/05/1987 | Tokyo     | Budokan Hall        |
| 15/05/1987 | Tokyo     | NHK Hall            |
| 16/05/1987 | Kyoto     | Kaikan Daiichi Hall |
| 18/05/1987 | Hiroshima | Kosei Nenkin Kaikan |
| 20/05/1987 | Osaka     | Festival Hall       |
| 21/05/1987 | Osaka     | Festival Hall       |

## Tracce
1. Intro: Theme from Blade Runner
2. Caught Somewhere In Time
3. 2 Minutes To Midnight
4. Sea Of Madness
5. Children Of The Damned
6. Stranger In A Strange Land
7. Wasted Years
8. Rime Of The Ancient Mariner
9. Where Eagles Dare
10. Guitar solo
11. Heaven Can Wait
12. Phantom Of The Opera
13. Hallowed Be Thy Name
14. Iron Maiden
15. The Number Of The Beast
16. Run To The Hills
17. Running Free
18. Sanctuary

Tracce suonate solo in poche tappe:
1. The Loneliness Of The Long Distance Runner
2. Flight Of Icarus
3. Wrathchild

## Formazione
Gruppo
- Bruce Dickinson – voce
- Dave Murray – chitarra
- Adrian Smith – chitarra, cori
- Steve Harris – basso, cori
- Nicko McBrain – batteria

Altri musicisti
- Michael Kenney – tastiera